# Diadema
Diadema je grad u Brazilu. Nalazi se u saveznoj državi Sao Paulo. Prema procjeni iz 2007. u gradu je živjelo 386.779 stanovnika. Oko 70 % čine naselja Favelas. Početkom od 21. stoljeća Diadema je bio je jedan od najopasnijih gradova u Brazilu. U prosjeku su svakodnevno smrtno stradale dvije osobe od nasilja.

## Stanovništvo
Prema procjeni iz 2007. u gradu je živjelo 386.779 stanovnika.
| 1991.   | 2000.   |
| ------- | ------- |
| 305.287 | 357.064 |

## Vanjske poveznice
- Službena stranica  Arhivirana inačica izvorne stranice od 21. kolovoza 2000. (Wayback Machine)